# ذاكرة سوداء (فلم)
ذاكرة سوداء (بالإسبانية: Memoria negra)، هُو فيلم وثائقي إسباني غيني استوائي صدر سنة 2006 وأخرجه Xavier Montanyà.

## العروض
عُرض فيلم ذاكرة سوداء في مهرجان بلد الوليد سنة 2006. كما عُرض أيضا في مهرجان السينما الإفريقية بقرطبة ومهرجانات أخرى.

## روابط خارجية
- مقالات تستعمل روابط فنية بلا صلة مع ويكي بيانات